# اوفلی وینتر
اوفلی وینتر (فرانسوی: Ophélie Winter‎؛ زادهٔ ۲۰ فوریهٔ ۱۹۷۴) خواننده و بازیگر اهل فرانسه است.
از فیلم‌های او می‌توان به مردان، زنان: یک راهنمای کاربری اشاره کرد.